# Craterelle
Craterellus
Genre
Craterellus (les craterelles) est un genre de champignons basidiomycètes de la famille des cantharellacées.
Il comporte environ 70 espèces connues, tous champignons comestibles et répartis à travers le monde. Ils sont infundibuliformes ou cornucopiés. 

## Définition
Le genre Craterellus englobe des champignons comestibles généralement semblables et étroitement liés au genre Cantharellus, certaines espèces ayant été récemment transférées du genre Cantharellus au genre Craterellus. Les deux genres manquent de véritables lamelles, mais ils ont souvent des plis, des rides, des marges et des crêtes semblables.
L'espèce la plus commune, Craterellus cornucopioides est vendue dans le commerce et, contrairement à Cantharellus, peut être facilement conservée par séchage.
La phylogénie moléculaire a été appliquée à ce problème spécifique de la différenciation entre les genres Craterellus et Cantharellus. Les résultats des dernières études indiquent que la présence d'un stipe creux peut être une synapomorphie, soit un trait correspondant à une relation évolutive qui va identifier de façon fiable les espèces de Craterellus. 
Craterellus cornucopioides semble être la seule espèce polymorphe, tandis que Craterellus tubaeformis pourrait avoir deux groupes génétiques distincts séparés par la géographie.
L'origine de Cantharellus a été définie par Fries en 1821 pour désigner toutes les espèces de cet ensemble, ensuite, en 1825 Persoon a séparé certaines espèces pour créer le genre Craterellus, avec Craterellus cornucopioides comme espèce type.
Le genre comprend donc dans l'hémisphère nord notamment les espèces suivantes : Craterellus cinereus, la chanterelle cendrée, Craterellus cornucopioides, la Corne d'abondance ou Trompette des morts, Craterellus sinuosus, qui ont été rejointes par des espèces auparavant classées dans Cantharellus, notamment Craterellus tubaeformis, la chanterelle en tube et Craterellus lutescens, la chanterelle jaune.

## Modification de la taxinomie
Depuis 2000, les études phylogénétiques suggèrent de classer les espèces lutescens et tubaeformis chez les craterelles.

## Distribution
Il y a 70 espèces dans ce genre, dont trois fort connues dans l'hémisphère nord, la trompette des morts et les chanterelles jaunes et grises. Certaines sont plus spécifiques de certaines régions américaines comme la région des Grands Lacs, les montagnes Rocheuses et la Caroline du Nord. La craterelle dorée se trouve en Asie et dans le Pacifique.

### Europe

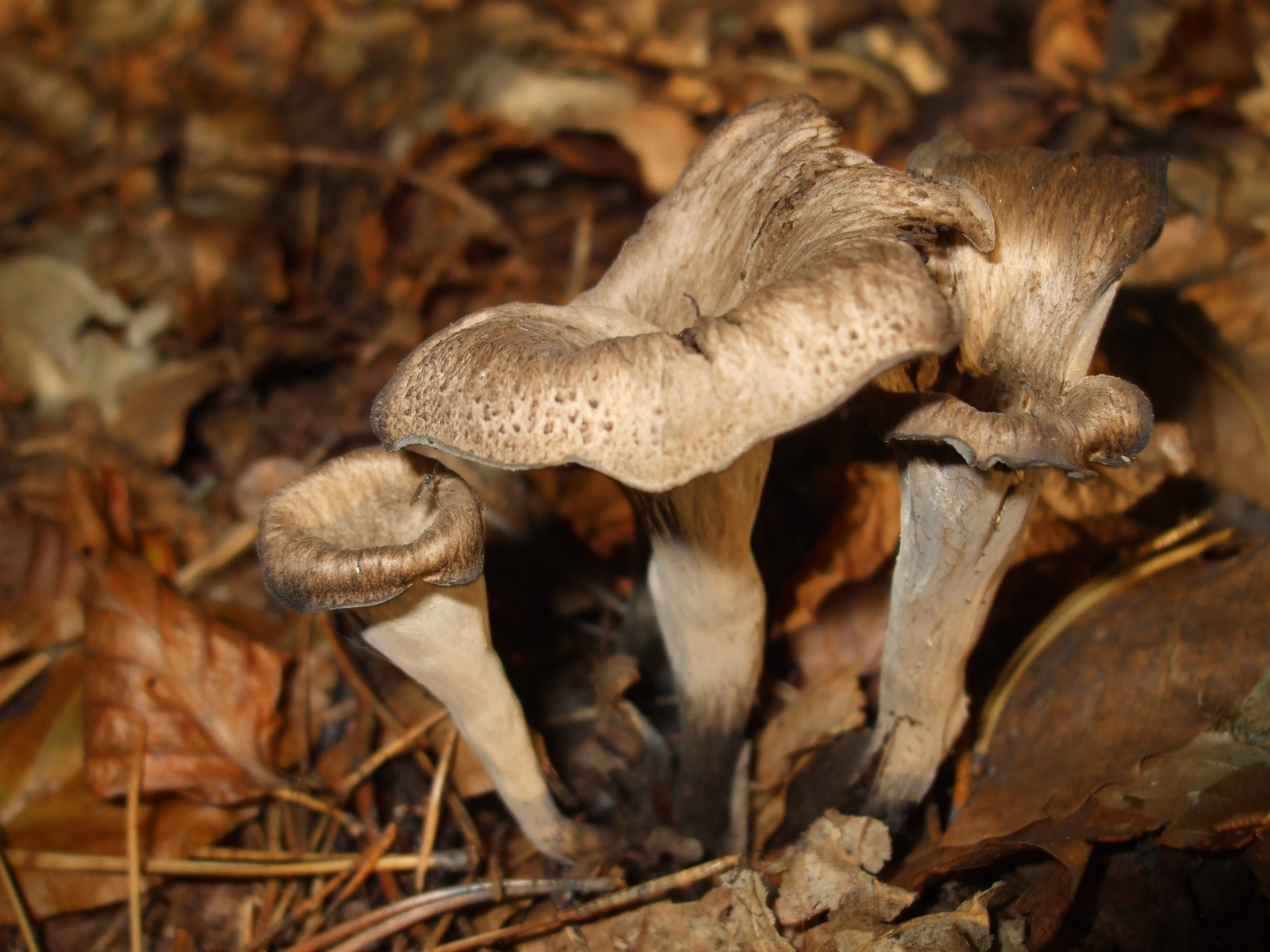
Une craterelle, Craterellus cornucopioides

- Craterellus cornucopioides (L. : Fr.) Pers. 1825 - Trompette des morts
- Craterellus konradii Maire - Trompette jaune (Europe de l'Ouest)
- Craterellus melanoxeros (Desm.) Pérez de Grégorio 2000 - Chanterelle noircissante
- Craterellus tubaeformis (Fr.) Quél. 1888 - Chanterelle en tube
- Craterellus lutescens (Pers.) Fr. 1838 - Chanterelle jaune
- Craterellus verrucosus Massee 1906[3][réf. incomplète]

### Amérique du Nord
- Craterellus caeruleofuscus, Région des Grands-Lacs
- Craterellus carolinensis, Caroline du Nord
- Craterellus ignicolor Corner, 1966
- Craterellus fallax, montagnes Rocheuses, Massachusetts
- Craterellus cinereus var. multiplex
- Craterellus odoratus, Caroline du Nord
- Craterellus infundibuliformis, Caroline du Nord, proche de tubaeformis
- Craterellus aurora, proche de C. lutescens
- Craterellus xanthopus
- Craterellus calyculus (Berkeley & Curtis) Burt, 1914 ou Pseudocraterellus sinuosus
- Craterellus foetidus Smith, 1968 proche de C. cornucopioides
- Craterellus dubius proche de C. cornucopioides Peck

### Côte pacifique Nord - Asie
- Craterellus aureus (Berk. & M.A. Curtis) Bres. 1913[4][réf. incomplète])
  - Cantharellus diamesus (Ricker) Pat. 1928 (synonyme)
  - Craterellus laetus Pat. & Har. 1912 (synonyme) 	
  - Thelephora diamesa Ricker 1906 (synonyme)
  - Trombetta aurea (Berk. & M.A. Curtis) Kuntze 1891 (synonyme)

### Amérique centrale
- Craterellus boyacensis Singer, Costa Rica et Colombie

### Guyane anglaise
- Craterellus excelsus T.W. Henkel & Aime (2009)

### Autre
- Craterellus pekii R.H. Petersen[5][réf. incomplète]

### Anciens taxons
- Craterellus auratus
- Craterellus neferens
- Craterellus erischerhiae
- Craterellus violaceus
- Craterellus australis
- Craterellus borealis
- Craterellus boyacensis
- Craterellus caeruleofuscus
- Craterellus caespitosus Peck
- Craterellus clavatus
- Craterellus cochleatus
- Craterellus confluens
- Craterellus corrugis
- Craterellus crispus
- Craterellus delitescens
- Craterellus dilatatus
- Craterellus dongolensis
- Craterellus floccosus
- Craterellus hesleri
- Craterellus hypolyssoides
- Craterellus incarnatus
- Craterellus infundibuliformis
- Craterellus insignis
- Craterellus insignis konradii Bourdot & Maire
- Craterellus laetus
- Craterellus lateritius
- Craterellus marasmioides Berk. & M.A. Curtis
- Craterellus minimus
- Craterellus nucleatus
- Craterellus ochreatus
- Craterellus ochrosporus
- Craterellus solidostipite K.S. Thind & Adlakha
- Craterellus orinocensis
- Craterellus palmatus
- Craterellus papyraceus
- Craterellus partitus
- Craterellus philippinensis
- Craterellus pistillaris
- Craterellus plicatulus Heinem
- Craterellus pogonati Peck
- Craterellus pulverulentus
- Craterellus pusillus
- Craterellus roseus
- Craterellus rugiceps
- Craterellus rugulosu
- Craterellus sinuosus
- Craterellus sparassioides ou sparassoides Speg. 1884
- Craterellus spathularius
- Craterellus subundulatus
- Craterellus taxophilus
- Craterellus unicolor
- Craterellus venosus R.H. Petersen
- Craterellus violaceus